# Armageddon 2003
Armageddon 2003 was een professioneel worstel-pay-per-viewevenement geproduceerd door World Wrestling Entertainment (WWE). Dit evenement was de vierde editie van Armageddon en vond plaats in de TD Waterhouse Centre in Orlando (Florida) op 4 december 2003.
De belangrijkste gebeurtenis was een Triple Threat match voor het WWE World Heavyweight Championship tussen de kampioen Goldberg, Kane en Triple H.

## Matchen
| Nr.                                                                          | Match | Winnaar(s)                |
| ---------------------------------------------------------------------------- | --- | ------------------------- |
| -                                                                            | Rico vs. Heidenreich in een een-op-eenmatch | Rico                      |
| 1                                                                            | Booker T vs. Mark Henry in een een-op-eenmatch | Booker T                  |
| 2                                                                            | Rob Van Dam (c) Randy Orton in een een-op-eenmatch voor het WWE Intercontinental Championship | Randy Orton (nc)          |
| 3                                                                            | Rob Van Dam vs. Ric Flair in een een-op-eenmatch | Rob Van Dam               |
| 4                                                                            | Chris Jericho & Christian vs. Lita & Trish Stratus in een tag team match | Chris Jericho & Christian |
| 5                                                                            | Shawn Michaels vs. Batista in een een-op-eenmatch | Shawn Michaels            |
| 6                                                                            | The Dudleys (c) vs. Ric Flair & Batista vs. Garrison Cade & Mark Jindrak vs. La Résistance vs. Scott Steiner & Test vs. The Hurricane & Rosey vs. Val Venis & Lance Storm in een tag team turmoil match voor het WWE World Tag Team Championship | Ric Flair & Batista (nc)  |
| 7                                                                            | Molly Holly (c) vs. Ivory in een een-op-eenmatch voor het WWE Women's Championship | Molly Holly (c)           |
| 8                                                                            | Goldberg (c) vs. Triple H vs. Kane in een No Disqualification Triple Threat match voor het WWE World Heavyweight Championship | Triple H (nc)             |
| (c) huidige kampioen voor en na de match \| (nc) nieuwe kampioen na de match | |                           |